# Pandeli Majko
Pandeli Sotir Majko (ur. 15 listopada 1967 w Tiranie) – albański polityk pochodzenia niemieckiego, deputowany, minister, w latach 1998–1999 i w 2002 premier Albanii.

## Życiorys
Na początku lat 90. brał udział w protestach studentów domagających się reform. Dołączył do organizacji FRESH, która stała się młodzieżówką postkomunistycznej Socjalistycznej Partii Albanii. Przewodniczył tej organizacji w latach 1992–1995. Na Uniwersytecie Tirańskiem ukończył studia z inżynierii mechanicznej oraz prawa. W 1992 po raz pierwszy uzyskał mandat posła do Zgromadzenia Albanii, wybierany na kolejne kadencje w każdych kolejnych wyborach do 2017 włącznie. W drugiej połowie lat 90. był sekretarzem prasowym partii, a później jej sekretarzem generalnym oraz przewodniczącym frakcji parlamentarnej.
We wrześniu 1998, po rezygnacji lidera socjalistów Fatosa Nano, Pandeli Majko został rekomendowany przez władze socjalistów na nowego premiera. Urząd ten objął 2 października. W październiku 1999 premier ubiegał się o przywództwo w Socjalistycznej Partii Albanii, przegrywając z Fatosem Nano. Pozbawiony poparcia ustąpił z funkcji sekretarza generalnego partii oraz z zajmowanego stanowiska rządowego, na którym 29 października 1999 zastąpił go Ilir Meta. We wrześniu 2001 w jego drugim gabinecie Pandeli Majko objął urząd ministra obrony. Wewnętrzne spory w partii doprowadziły w styczniu 2002 do dymisji premiera, w następstwie której rekomendowany przez swoją formację Pandeli Majko 22 lutego tegoż roku po raz drugi stanął na czele rządu. Już w lipcu złożył rezygnację, gdy komitet wykonawczy socjalistów poparł objęcie funkcji premiera przez Fatosa Nano, zatwierdzonego na tym urzędzie przez parlament 31 lipca 2002.
W ramach łagodzenia konfliktów lider Socjalistycznej Partii Albanii powierzył swojemu poprzednikowi funkcję ministra obrony. Pandeli Majko zajmował to stanowisko przez cały okres funkcjonowania gabinetu (od lipca 2002 do września 2005). W latach 2005–2007 ponownie był sekretarzem generalnym partii i przewodniczącym jej klubu poselskiego. We wrześniu 2017 po kilkunastoletniej przerwie powrócił do administracji rządowej – w drugim gabinecie Ediego Ramy objął funkcję ministra stanu do spraw diaspory. Pełnił ją do września 2021, wcześniej w tym samym roku nie został ponownie wybrany na deputowanego.